# Hans Monderman

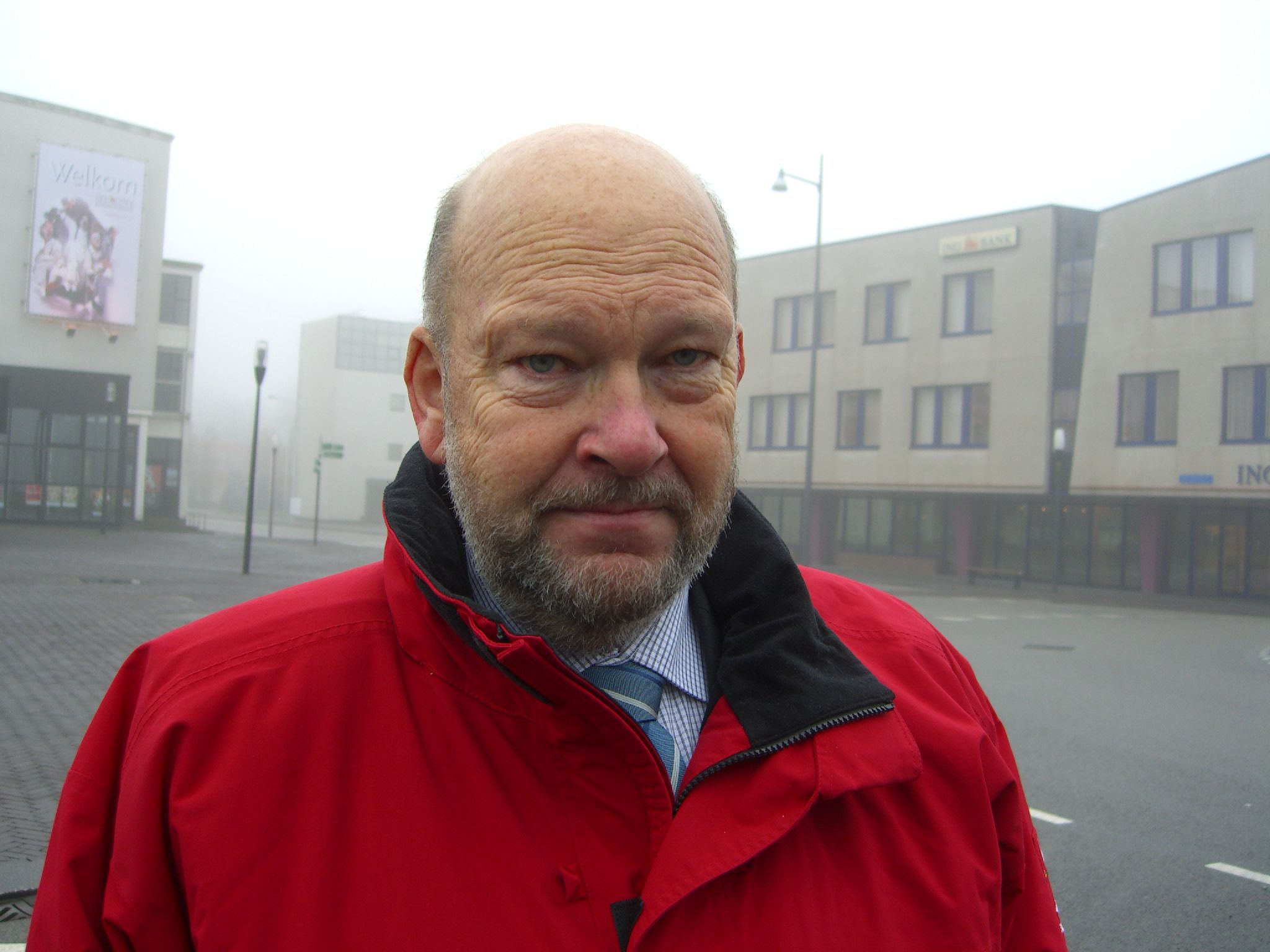
Hans Monderman (2006)

Johannes Iebe (Hans) Monderman (Leeuwarden, 19 november 1945 - Ureterp, 7 januari 2008) was een Nederlands verkeerskundige.
Monderman ontwikkelde in de jaren negentig een nieuwe visie op verkeersveiligheid. Volgens hem worden als gevolg van de verwijdering van verkeerstekens verkeersdeelnemers gestimuleerd meer op elkaar te letten. Met dit concept, dat bekend werd als shared space (gedeelde ruimte), verwierf hij internationale bekendheid. In 2006 werd hij uitgeroepen tot innovator van het jaar.

## Mondermans loopbaan
- 1969: verkeerskundige bij de provincie Friesland
- 1979: medewerker Regionaal Orgaan verkeersveiligheid Friesland (ROF)
- 1996: verkeerskundige bij de gemeente Smallingerland
- 1999: consultant voor de provincies Friesland, Groningen en Drenthe
- 2000: medewerker van het Keuning Instituut in Groningen.